# Eldorado (singel)
Eldorado – singel polskich piosenkarek Sanah i Darii Zawiałow. Utwór pochodzi z trzeciego albumu studyjnego Sanah pt. Uczta. Singel został wydany 7 kwietnia 2022.
Kompozycja znalazła się na 1. miejscu listy AirPlay – Top, najczęściej odtwarzanych utworów w polskich rozgłośniach radiowych. Nagranie otrzymało w Polsce status diamentowego singla, przekraczając liczbę 250 tysięcy sprzedanych kopii.

## Geneza utworu i historia wydania
Piosenka została napisana i skomponowana przez Zuzannę Jurczak, Darię Zawiałow i Arkadiusza Koperę, który również odpowiada za produkcję utworu. 
Singel ukazał się w formacie digital download 7 kwietnia 2022 w Polsce za pośrednictwem wytwórni płytowej Magic Records w dystrybucji Universal Music Polska. Piosenka została umieszczona na trzecim albumie studyjnym Sanah – Uczta.
Utwór znalazł się na polskich składankach m.in. Hity na czasie: Jesień 2022 (wydana 30 września 2022), Bravo Hits: Jesień 2022 (wydana 30 września 2022) i Bravo Hits: Muzyka Polska. Volume 2 (wydana 18 listopada 2022).

## „Eldorado” w stacjach radiowych
Nagranie było notowane na 1. miejscu w zestawieniu AirPlay – Top, najczęściej odtwarzanych utworów w polskich rozgłośniach radiowych.

## Lista utworów
- Digital download[2]

1. „Eldorado” – 4:11

## Notowania
| Kraj   | Lista (2022–23)          | Najwyższa pozycja |
| ------ | ------------------------ | ----------------- |
| Polska | Billboard Poland Songs   | 5                 |
| Polska | OLiS – single w streamie | 47                |

| Kraj   | Lista (2022)      | Najwyższa pozycja |
| ------ | ----------------- | ----------------- |
| Polska | AirPlay – Top     | 1                 |
| Polska | AirPlay – Nowości | 3                 |

| Kraj   | Lista (2022)  | Pozycja |
| ------ | ------------- | ------- |
| Polska | AirPlay – Top | 22      |

## Certyfikaty
| Kraj          | Certyfikat       | Sprzedaż |
| ------------- | ---------------- | -------- |
| Polska (ZPAV) | diamentowa płyta | 250 000+ |

## Wyróżnienia
| Rok  | Konkurs                  | Kategoria                   | Rezultat    |
| ---- | ------------------------ | --------------------------- | ----------- |
| 2022 | Gorąca 100               | 100 największych hitów 2022 | 18. miejsce |
| 2022 | Przebój roku RMF FM 2022 | Przebój roku                | 18. miejsce |